# Jean Vila
Jean Vila, né le 21 décembre 1941 à Lacourt (Ariège), est un homme politique français.

## Biographie
Titulaire d'un CAP d’ajusteur, Jean Vila est ajusteur outilleur dans la société de fabrication de poupées Bella à Perpignan (1958-1964). Il est ensuite directeur d’agence de publicité d’Inter Perpignan Publicité.

Maire de Cabestany depuis 1977, il est mis en cause dans un grave affaire immobilière dans sa commune, en 1989, 

Conseiller général en 1992, Jean Vila se présente aux élections législatives de 1993 mais ne recueille que 11,33 % des suffrages exprimés. Candidat de la gauche plurielle en 1997, il est élu député de la 1re circonscription des Pyrénées-Orientales. Il siège au groupe communiste et devient membre de la commission des finances, de l'économie générale et du plan. Le 23 juillet 1997, il est chargé d'une mission temporaire auprès de Martine Aubry, ministre de l'emploi et de la solidarité, et de Michelle Demessine, secrétaire d'État au tourisme.
Il se présente à nouveau aux législatives, mais il est battu au second tour par le maire de Pollestres Daniel Mach en 2002 et 2007, et éliminé dès le premier tour en 2012. Il est en revanche facilement réélu conseiller général en 2004 et 2011 et maire de Cabestany en 2008.
Jean Vila a présenté les candidatures de Marie-George Buffet et Jean-Luc Mélenchon aux élections présidentielles de 2007 et 2012.
Il s'est engagé publiquement en faveur du mariage des personnes du même sexe, organisant une cérémonie dans sa mairie en novembre 2011.
En mars 2015, il est élu conseiller départemental du canton de Perpignan-3 en tandem avec Françoise Fiter. Ils ont pour suppléants Françoise Coste et Rémi Lacapère. Il démissionne un an après du conseil départemental, et est remplacé par son suppléant Rémi Lacapère,.
À la suite des élections municipales de 2020, il est réélu pour un neuvième mandat comme maire de Cabestany,.

## Mandats
Député
- 01/06/1997 - 18/06/2002 : député de la 1re circonscription des Pyrénées-Orientales

Maire
- depuis mars 1977 : maire de Cabestany

Conseiller général/départemental
- 1992 - 1998 : conseiller général du canton de Perpignan-3
- 1998 - 1999 : conseiller général du canton de Perpignan-3
- 2004 - 2011 : conseiller général du canton de Perpignan-3
- 2011 - 2015 : conseiller général du canton de Perpignan-3
- 2015 - 2016 : conseiller départemental du canton de Perpignan-3
- 2008 - 2021 : vice-président du conseil général puis départemental

Conseiller régional
- 1986 - 1987 : conseiller régional du Languedoc-Roussillon

## Distinctions
- Chevalier de la Légion d'honneur le 31 décembre 2021[19]